# Cepoy
Cepoy település Franciaországban, Loiret megyében. Lakosainak száma 2346 fő (2022. január 1.). Cepoy Fontenay-sur-Loing, Châlette-sur-Loing, Corquilleroy, Girolles és Paucourt községekkel határos.

## Népesség
A település népességének változása:
| Lakosok száma | 1584 | 1856 | 1993 | 2292 | 2351 | 2354 | 2367 | 2419 | 2400 | 2346 |
|               | 1968 | 1982 | 1990 | 2006 | 2013 | 2015 | 2017 | 2019 | 2020 | 2022 |